# Oettingen in Bayern
Oettingen in Bayern es un municipio de Alemania de 5.190 habitantes, situado en el land de Baviera.

## Hermanamientos
- Rochechouart (Francia)